# 赫蘇斯德奧托羅
赫蘇斯德奧托羅（西班牙語：Jesús de Otoro），是洪都拉斯的城鎮，位於該國西部，由因蒂布卡省負責管轄，面積414.35平方公里，海拔高度637米，2001年人口21,041，人口密度每平方公里50.78人。
14°29′7″N 87°58′45″W / 14.48528°N 87.97917°W